# Pohoří, Praha-západ
Pohoří là một làng thuộc huyện Praha-západ, vùng Středočeský, Cộng hòa Séc.